# Adamów (powiat brzeziński)
Adamów – wieś w Polsce położona w województwie łódzkim, w powiecie brzezińskim, w gminie Brzeziny.
Przez wieś przebiega droga asfaltowa, powiatowa nr 02912E.
W latach 1975–1998 miejscowość należała administracyjnie do województwa skierniewickiego.
Według rejestru zabytków Narodowego Instytutu Dziedzictwa na listę zabytków wpisany jest cmentarz ewangelicki z 2 poł. XIX w. (nr rej.: 936-A z 10.11.1993).
Miejscowość skomunikowana jest z Łodzią i Brzezinami linią autobusową 90C łódzkiego MPK.